# 26694 Wenxili
26694 Wenxili è un asteroide della fascia principale. Scoperto nel 2001, presenta un'orbita caratterizzata da un semiasse maggiore pari a 2,4087203 UA e da un'eccentricità di 0,0841717, inclinata di 7,27739° rispetto all'eclittica.